# Intensywna terapia
Intensywna terapia – dziedzina medycyny zajmująca się diagnostyką i leczeniem osób znajdujących się w stanie zagrożenia życia z powodu potencjalnie odwracalnej niewydolności jednego lub wielu  narządów albo układów.
Za stan zagrożenia życia uznaje się sytuację, gdy z powodu choroby lub innej przyczyny dochodzi do ustania lub zagrożenia podstawowych czynności życiowych, takich jak oddychanie, krążenie, czynności OUN. Intensywna terapia polega na zastąpieniu zagrożonych czynności organizmu metodami leczniczymi, stosowanymi przede wszystkim na oddziale intensywnej terapii. Polega również na diagnozowaniu przyczyn powodujących chorobę wymagającą leczenia na oddziale intensywnej terapii. W Polsce i większości krajów europejskich intensywną terapią zajmują się lekarze anestezjolodzy. W USA na ogół  Oddziały Intensywnej Opieki Medycznej (Intensive Care Units) prowadzone są przez lekarzy pulmonologów[wymaga weryfikacji?], niekiedy zamiennie nazywanymi "intensywistami" ("intensivist").
W Polsce intensywna terapia wchodzi w zakres specjalizacji lekarskiej anestezjologii i intensywnej terapii, która jest specjalizacją priorytetową trwającą 6 lat i wzajemnie uznawaną w krajach Unii Europejskiej. Jest to również odrębna specjalizacja (intensywna terapia) trwająca 2 lata, w której mogą kształcić się lekarze, którzy posiadają specjalizację II stopnia lub tytuł specjalisty w co najmniej jednej z niektórych innych dziedzin medycyny. Konsultantem krajowym intensywnej terapii od 23 stycznia 2022 roku jest dr hab. n. med. Tomasz Marek Mroczek, a anestezjologii i intensywnej terapii od czerwca 2024 roku prof. dr hab. Katarzyna Kotfis.